# Küblis
Küblis (en romanche Cuvlignas) es una comuna suiza del cantón de los Grisones, ubicada en la región de Prettigovia/Davos. Limita al norte con la comuna de Sankt Antönien, al este con Saas im Prättigau, al sur con Conters im Prättigau, al suroeste con Fideris, y al oeste con Luzein.